# إسبانيا في الألعاب الأولمبية الصيفية 2000
شارك إسبانيا في دورة الألعاب الأولمبية الصيفية 2000، التي أقيمت في سيدني بأستراليا، في الفترة الممتدة من 15 سبتمبر حتى 1 أكتوبر، بوفد قوامه 323 رياضي (218 رجال، 105 نساء) في 22 لعبة.
حصد إسبانيا 11 ميدالية في هذه الدورة (3 ذهبية، 3 فضية، 5 برونزية) محتلاً المرتبة 25 في الترتيب النهائي بين 199 دولة مشاركة.

## قائمة الميداليات
| الميدالية | الرياضي / الرياضية         | المنافسة                  | المسابقة               |
| ذهبية     | جوان يانيراس               | دراجات هوائية على المضمار | سباق النقاط - رجال     |
| ذهبية     | جيرفاسيو ديفير             | جمباز فني                 | منصة القفز - رجال      |
| ذهبية     | إزابيل فرنانديث غوتيريث    | جودو                      | وزن تحت 57 كغم - سيدات |
| فضية      | غابرييل إسبارثا بيريث      | تايكوندو                  | وزن تحت 58 كغم - رجال  |
| فضية      | رافاييل لوثانو مونيوث      | ملاكمة                    | وزن تحت 48 كغم - رجال  |
| فضية      | منتخب إسبانيا - رجال       | كرة القدم                 | بطولة الرجال           |
| برونزية   | ماريا فاسكو                | ألعاب القوى               | 20 كيلومتر مشي - سيدات |
| برونزية   | مارغاريتا فويانا رييرا     | دراجات هوائية جبلية       | سباق الفردي - سيدات    |
| برونزية   | نينا ثيفانيسكايا           | سباحة                     | 100 متر ظهر - سيدات    |
| برونزية   | أليكس كوريتخا ألبيرت كوستا | كرة المضرب                | زوجي - رجال            |
| برونزية   | منتخب إسبانيا - رجال       | كرة اليد                  | بطولة الرجال           |